# Lot 10
Lot 10은 말레이시아 쿠알라룸푸르 부킷빈탕에 있는 쇼핑 센터이다. 에스컬레이터를 통해 부킷빈탕과 직접 이어진다.